# Střevíčník pantoflíček
Střevíčník pantoflíček (Cypripedium calceolus) je vytrvalá rostlina z čeledi vstavačovitých (orchideje). V České republice patří mezi silně ohrožené druhy rostlin (C2b) a je chráněn zákonem.

## Popis

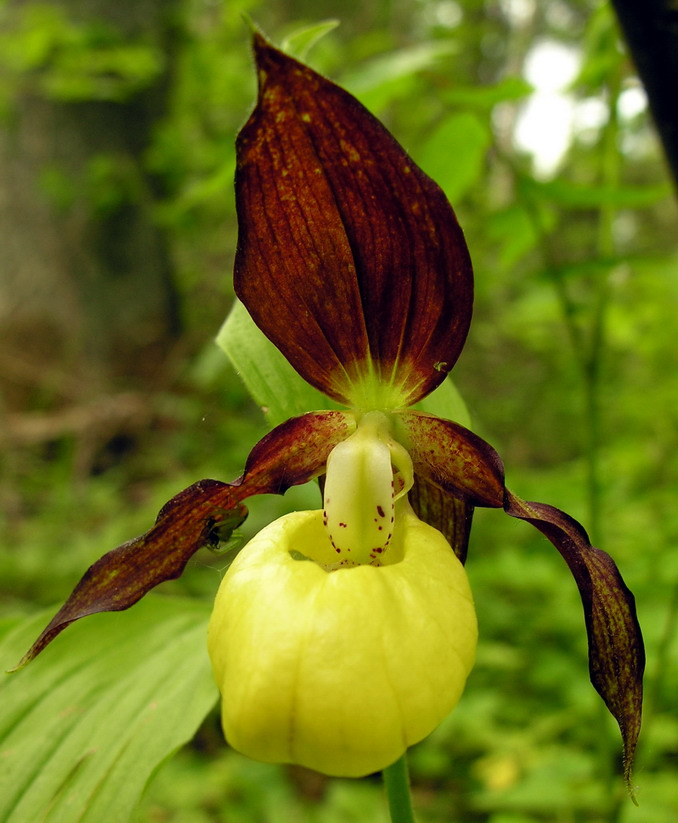
Střevíčník pantoflíček

Nápadným znakem této rostliny je dolní 3–4 cm velký botkovitě vyklenutý pysk okvětního lístku, okolo něhož stojí špičaté lístky.
Na lodyze bývají 1–2 květy. Rostliny poprvé vykvétají až po 16 letech. Mají větvený oddenek.

## Stanoviště
Roste na mírně vlhkých přes léto vysychajících vápenitých půdách chudých na dusík. Roste v polostinných a světlých lesích s řídkým bylinným podrostem. Nejčastěji doplňuje podrost hercynských habrových doubrav. Na severní Moravě a v jižních Čechách se objevuje především v květnatých bučinách. V Bílých Karpatech, Slánské tabuli a Českém středohoří roste na širokolistých suchých trávnících. K životu potřebuje existenci symbiotických hub v půdě.

## Rozšíření v Česku
Střevíčník se v Česku vyskytuje přibližně na 100 lokalitách, větší počet lokalit leží na Moravě. V Čechách je rozšířen zejména v oblasti Džbánu, Orlickém podhůří, Třebovském mezihoří, Českém středohoří, Středočeské křídové tabuli a ojediněle v Pošumaví. Nevyskytuje se v západních Čechách a na Ostravsku. Lokalit střevíčníku ubývá kvůli přeměně lesů na smrkové monokultury a zejména kvůli vyrýpávání celých trsů zahrádkáři, čímž často dochází k likvidaci celých populací.

## Galerie

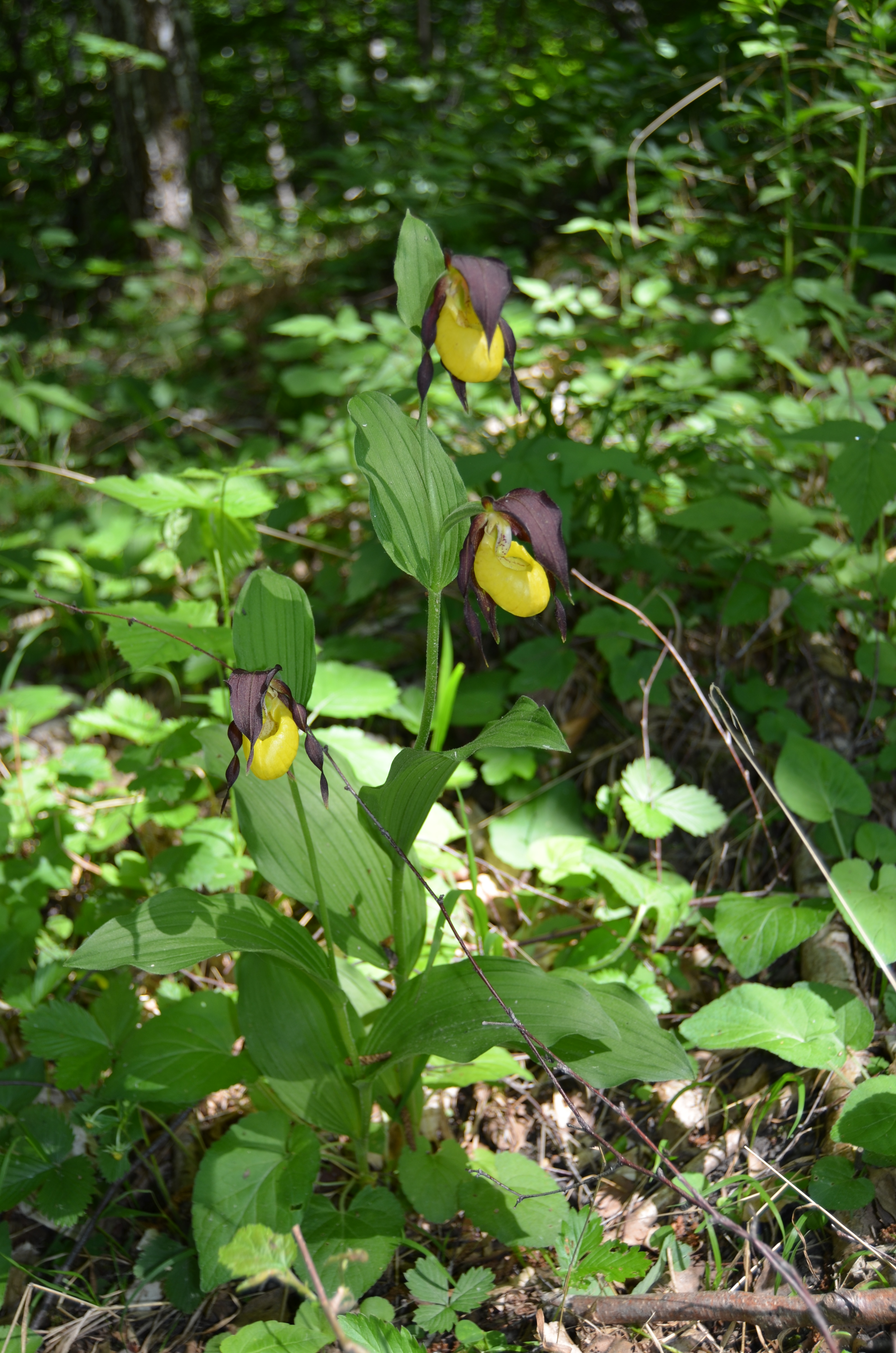
Celá rostlina
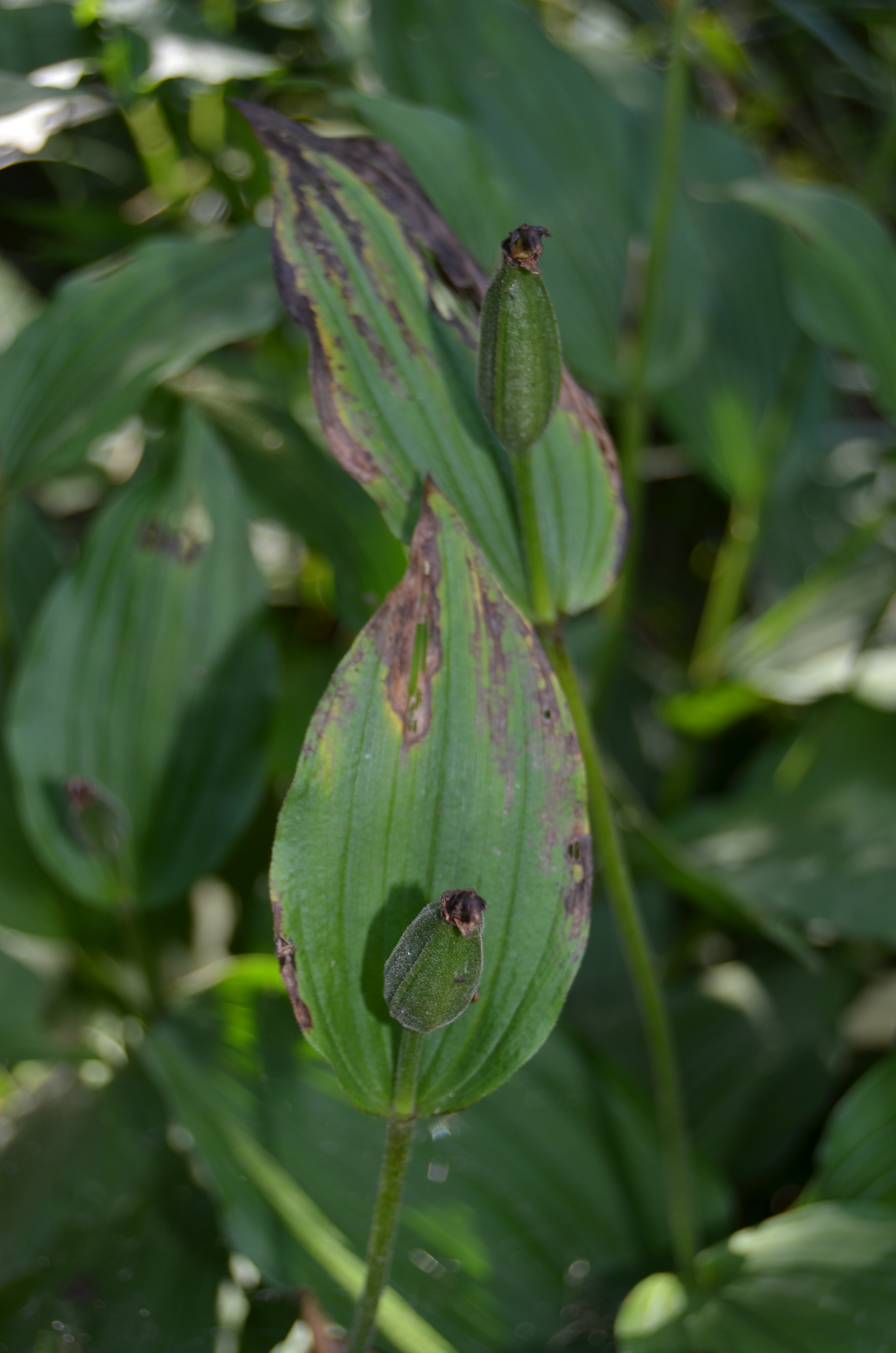
Nezralé tobolky
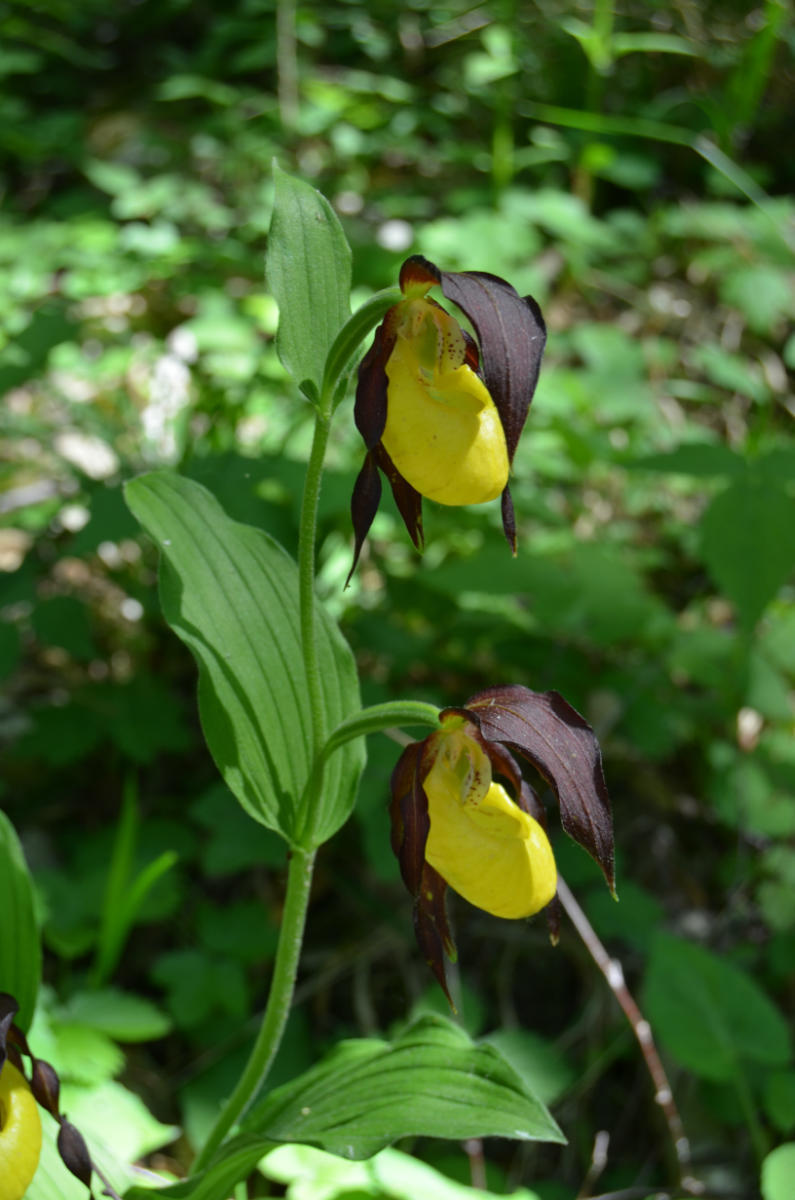
Dvoukvětá lodyha